# エドゥアルト・メーリケ (指揮者)
ヴィルヘルム・エドゥアルト・メーリケ（Wilhelm Eduard Mörike、1877年8月26日 クライルスハイム - 1929年3月14日 ベルリン=シャルロッテンブルク）は、ドイツのピアニスト、作曲家、指揮者。

## 経歴
ビジネスマンの父と音楽好きの母の間に生まれ、7人の兄弟とともにシュトゥットガルトで育つ。10歳のとき、一家はライプツィヒに移住し、そこで1888年から1894年9月まで王立高校に通った。フェリックス・ワインガルトナーのアドバイスにより、彼は医学を学ぶ代わりに音楽の才能を伸ばすことを決心し、ライプツィヒ音楽院でアドルフ・ルタルト、カール・ピウッティ、ハンス・ジットらからピアノを学んだ。 19歳でピアノ協奏曲イ短調で作曲賞を受賞。その後、ピアニストのアレクサンドル・ジロティの個人生徒になった。
7か月の米国滞在後、指揮者としてのキャリアを追求することを決意し、彼はロストック市立劇場の第二楽長としての地位を獲得する。 24歳でキールの首席指揮者に任命され、1906年に彼はバイロイト音楽祭に参加するという任務を受けた。
シュテッティンで短期間勤務した後、1907年にハレ市立劇場の音楽監督を引き継いだ。ここでメーリケはハレ・オーケストラ協会の定期演奏会を設立し、ハレはメーリケの下で音楽の全盛期を経験した。そこでは、アルトゥール・ニキシュ、フェリックス・モットル、リヒャルト・シュトラウス、ジークフリート・ワーグナー、フェリックス・ワインガルトナーなどの指揮者が起用された。この間、メーリケは『メリー・クローバー』やオペレッタ『ヘルツリーブ王女』などのバレエ音楽を作曲した。
1907年、メーリケはリヒャルト・シュトラウスから、サロメのリハーサルのためにパリへの招待状を受け取り、2か月の滞在中に、このオペラと他のオペラのいくつかの公演を指揮した。この間、ハルバーシュタットとバート・ラウッフシュテットでワーグナー音楽祭も指揮した。

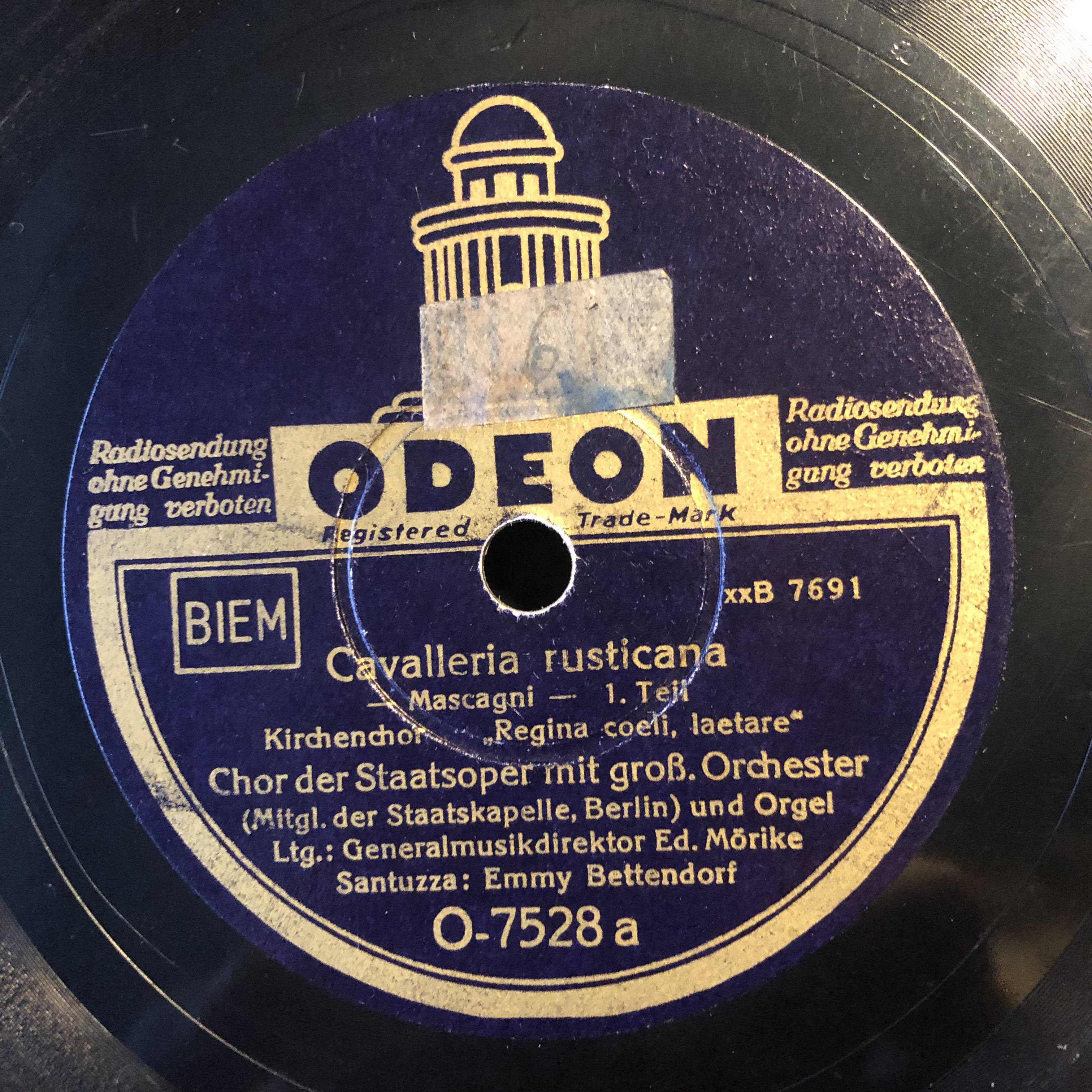
エミー・ベッテンドルフは、エドゥアルド・メーリケ指揮のもと、ベルリン・シュターツカペレのメンバーとともに、ピエトロ・マスカーニのオペラ『カヴァレリア・ルスティカーナ』のアリアRegina coeli, laetareを録音した。

1912年から1924年まで、メーリケはベルリン・ドイツ・オペラの指揮者を務めた。ベルリン・ドイツ・オペラは停滞した宮廷オペラの舞台に代わる音楽的手段としてシャルロッテンブルクの上流中流階級によって設立された。ここでは、1914年1月1日のパルジファルのベルリン初演など、特にワーグナー作品が演奏された。同時に、レッシング大学の講師を務め、コンサートのピアニストとしても出演した。 1919年からはパーロフォンとオデオンのために数多くの録音を行った。 1922年と1923年には、ワーグナーオペラカンパニーの首席指揮者として北米各地をツアーした。
1924年から1929年までは、ドレスデン・フィルハーモニー管弦楽団の音楽総監督、首席指揮者、ドレスデン歌唱アカデミーのディレクターを務めた。この立場で、エルンスト・トッホ、クルト・ヴァイル、ハインリヒ・ノレン、ヨセフ・スクなどの当時の作品の初演や初演を多数指揮した。彼は初代コンサートマスターのシュテファン・フレンケルとともに、現代音楽創作の推進者としてのドレスデン・フィルハーモニー管弦楽団の評判を確立した。
メーリケは、1929年3月14日の夜、ベルリンのアパートで、肺炎に発展したインフルエンザにより、妻のアイダ・モーリケを残して51歳で亡くなった。埋葬は1929年3月18日にシャルロッテンブルク（現在のベルリン・ヴェステンド地区）のヘーアシュトラーセ墓地で行われた。墓は1955年に解体された。